# 田村榮
田村 榮（たむら さかえ、1906年（明治39年）9月17日 - 1987年（昭和62年）7月22日）とは、主として日本戦前期に活躍した、芸術写真系統の写真家、写真編集者、写真評論家である。

## 人物・来歴
滋賀県生まれ。
1928年（昭和3年）、東京写真専門学校の卒業後、オリエンタル写真工業に入社した。宣伝部に所属し、のちフォトタイムス編集部へ。
日本光画協会のメンバーとして写真作品制作を行う。ソフトフォーカスやデフォルマシオンを用いた、抒情性豊かな女性像の作品が多い。
1933年（昭和8年）から、木村専一のあとを継いで写真雑誌『フォトタイムス』の第2代（かつ最終の）編集長を務める。
新興写真研究会、前衛写真協会、青年報道写真研究会の、それぞれの会員でもあり、文字通りの「芸術写真」だけでなく、新興写真、前衛写真、報道写真などの幅広い作風を持っていた。また、特に編集長を務めた『フォトタイムス』誌上で、多くの写真評論を発表した。

## 田村榮の作品が含まれる展覧会
- 米子写友会回顧展（米子市美術館、1990年（平成2年））
- 日本近代写真の成立と展開（東京都写真美術館（総合開館記念展の1つ）、1995年（平成7年））
- 光のノスタルヂア 小関庄太郎と日本の芸術写真（福島県立美術館、2001年（平成13年））
- 芸術写真の精華　日本のピクトリアリズム　珠玉の名作展（東京都写真美術館、2011年（平成23年））
- 日本写真史展
- 田村榮の大規模な個展は、2011年（平成23年）現在開催されたことがない

## 著作
- 静物写真の写し方（双芸社・1952年（昭和27年））
- 作画の第一歩（玄光社・1953年（昭和28年））